# Laghi di Sibari
I Laghi di Sibari sono un complesso residenziale e portuale, creato su laghi artificiali di bonifica, che si trova nel golfo di Taranto, affacciato sul Mar Ionio. Il complesso risiede in prossimità di Sibari, frazione del comune di Cassano all'Ionio, in provincia di Cosenza.

## Storia
I laghi furono realizzati dalla bonifica di una palude per volontà di imprenditori friulani a metà degli anni settanta del XX secolo. 
Nel 2000 e nel 2002 i Laghi di Sibari, che contano una spiaggia di 2,5 km, hanno ottenuto la Bandiera Blu.

## Infrastrutture
Attualmente l'intero complesso è costituito da quattro penisole, ognuna delle quali comprende fra le 30 e le 50 ville. Inoltre si trova una darsena interna, accessibile attraverso un grande canale che termina con porte di acciaio. La zona offre quasi 3.000 posti barca.
Il pescaggio interno della darsena è di 2,50 metri e l'ampiezza delle Porte Vinciane che danno accesso ai laghi interni è di 6 metri e, indicativamente, si possono ospitare imbarcazioni fino ai 18/20 metri di lunghezza. Un cantiere nautico provvede alla cura delle imbarcazioni in transito o stanziali ed è inoltre possibile il rimessaggio delle imbarcazioni.
Il complesso prevede vari servizi di ricezione tra cui negozi, un albergo, infrastrutture sportive, un cinema ed una chiesa. Il villaggio è privato e sorvegliato da un corpo di vigilanza che non consente l'accesso ai non autorizzati.